# New Look

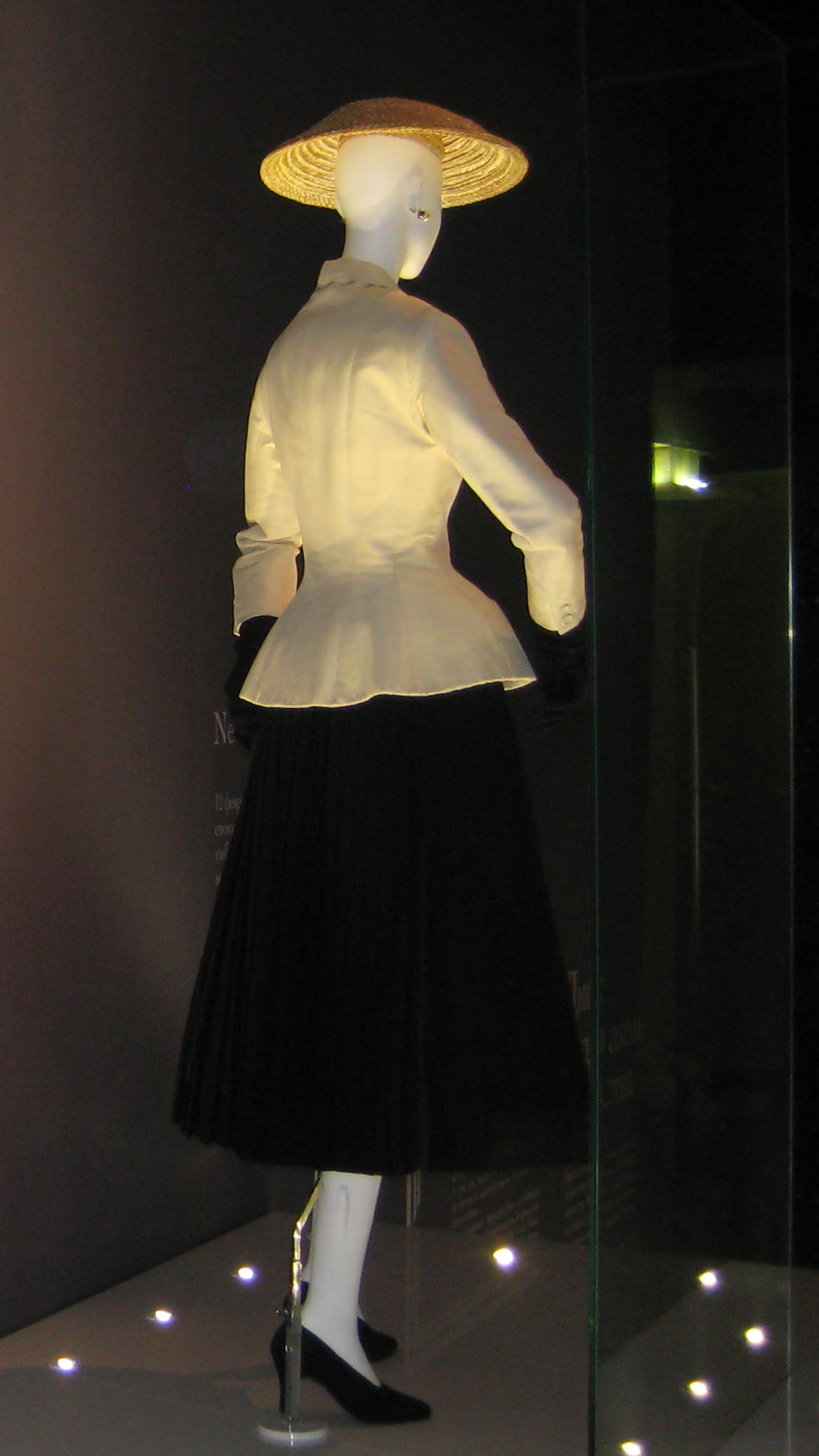
"Bar suit" 1947 года от Dior на выставке 2011 года в Москве

New Look (с англ. — «новый облик») — элегантный, женственный, романтичный стиль одежды, предложенный Кристианом Диором в 1947 году.
Представляет образ «идеальной женщины» с тонкой талией, хрупкими плечами, изящными бёдрами. Для New Look характерны конкретность формы моделей (три ведущих силуэта: «широкий клешёный», «овальный», «прямой»), тщательный подбор аксессуаров.

## Причины возникновения стиля New Look

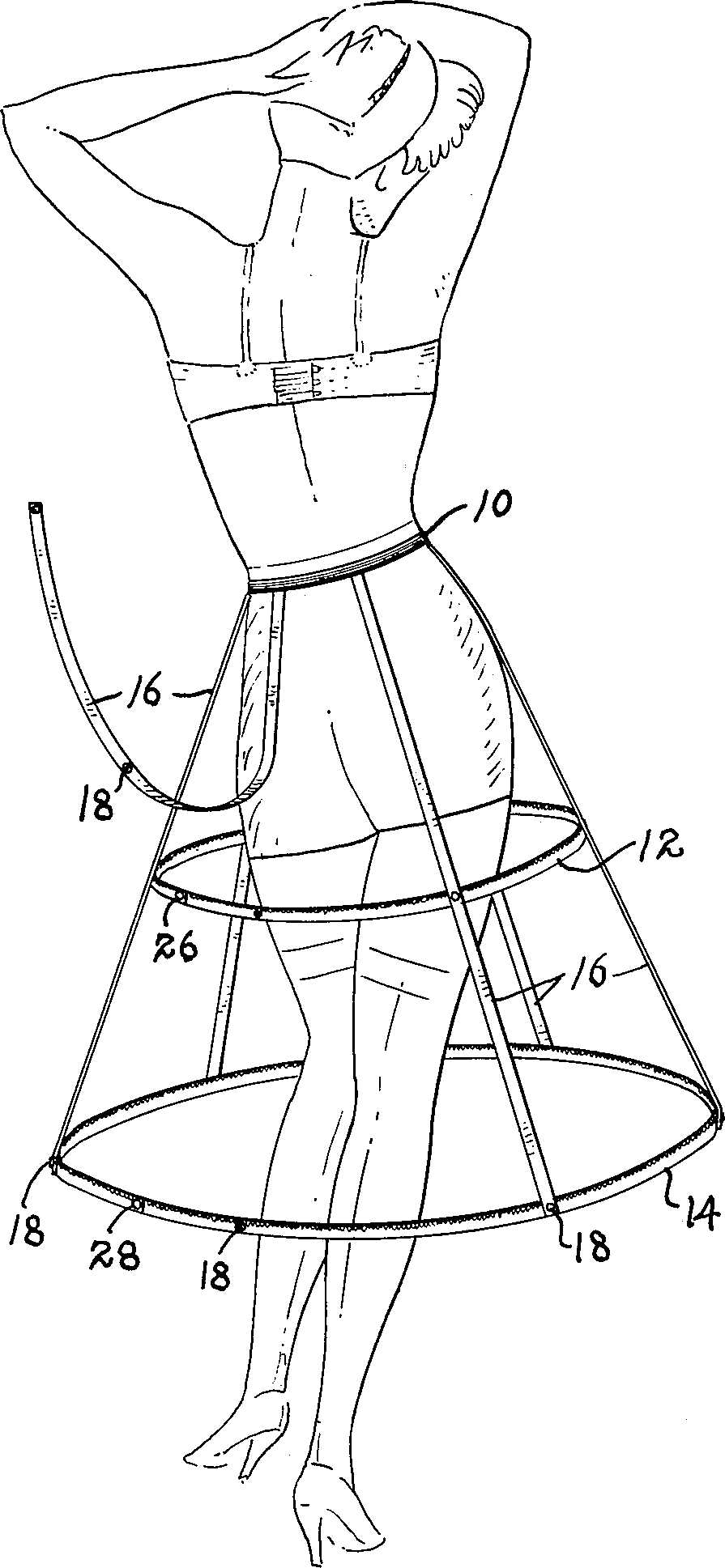
Кринолин New Look

В 1920—1930-е годы сформировался принципиально новый женский тип — активная, решительная спортсменка, которая работает наравне с мужчинами, а вечером без устали танцует модные танцы. В моде — загар, крепкое худое тело, короткие стрижки. В 1940-е годы этот образ стал ещё более «суровым», поскольку женщины стран Европы и Америки испытали на себе тяготы войны. Как обычно бывает в истории моды, за периодом аскетизма последовала эпоха расточительной роскоши: стиль, предложенный Кристианом Диором явился реакцией на строгость и умеренность предшествующего периода.

### Предложение Кристиана Диора
Модельер не сделал никакой революции: его «новый облик» — лишь попытка вернуть женщине забытую элегантность и загадочность. В моду вошли корсеты, утягивающие талию до 50 см, возродилось применение кринолина и узкого, прилегающего лифа. На пошив одного платья Диор тратил от 9 до 72 м ткани; весили они до 30 кг.
«Новый облик» критиковали многие, кому он казался чрезмерно расточительным — от домохозяек до коллег Диора (К. Баленсиага и К. Шанель). Однако показ каждой коллекции вызывал необычайный успех, поскольку стиль создал совершенно новый образ женщины, которая устала от тягот войны и наконец получила возможность быть женственной, изящной и слабой.